# Lewisville (Arkansas)
Lewisville település az Amerikai Egyesült Államok Arkansas államában, Lafayette megyében, melynek megyeszékhelye is. Lakosainak száma 915 fő (2020. április 1.).

## Népesség
A település népességének változása:

| 2010 | 1 280 |
| 2020 | 915   |